# Joseph Howe
Joseph Howe (ur. 13 grudnia 1804 w Halifaksie, zm. 1 czerwca 1873 tamże) – kanadyjski polityk związany z Nową Szkocją. Howe był jedną z najwybitniejszych postaci kanadyjskiej sceny politycznej okresu przedkonfederacyjnego oraz pierwszego okresu Konfederacji Kanady.
Po ukończeniu szkoły podstawowej nie kontynuował edukacji, lecz w wieku 13 zatrudnił się jako pomocnik drukarza w drukarni swego ojca. W 1828 poślubił Catharine Anne McNab i tego samego roku usamodzielnił się finansowo zakupując niewielkie lokalne pismo Nova Scotian. W krótkim czasie uczynił z niego najbardziej wpływowe pismo w kolonii. Howe nie tylko był wydawcą, lecz także redaktorem naczelnym. Dużo też pisał. Do historii przeszły jego pełne politycznej pasji, pisane żywym językiem, bezkompromisowe ataki na kolonialne władze odsłaniające nieudolność rządzących oraz skandaliczne afery korupcyjne. Oprócz spraw politycznych i społecznych na łamach swego pisma publikowana była współczesna literatura miejscowa i obca. Howe publikował także diariusze ze swych licznych podróży.
Działalność publicystyczna doprowadziła Howe na salę sądową. Oskarżony o oszczerstwa w słynnym i bardzo nagłośnionym procesie, w którym Howe występował jako własny obrońca, został uznany za winnego. To jednak nie powstrzymało go od dalszej działalności. Doświadczenia publicysty oraz mówcy sądowego skłoniły go do wejścia w świat polityki. W 1836 po raz pierwszy został wybrany do legislatury kolonialnej. W legislaturze jak i na łamach swych pism (drugim po Novoscotian była gazeta Morning Cronicle) prowadził kampanie w celu utworzenia rządu przedstawicielskiego. W 1840 Howe po raz pierwszy został powołany do rządu, lecz już w 1842 ustąpił z niego zniechęcony brakiem wpływu na bieg wydarzeń. Dalsza jego walka polityczna przyczyniła się do zwycięstwa wyborczego liberałów, w 1847, którzy zdobyli siedem miejsc w legislaturze. Wynikiem nacisku opinii publicznej na władze kolonialne było utworzenie pierwszego w północnoamerykańskich koloniach brytyjskich rządu przedstawicielskiego. Premierem rządu został bliski współpracownik Howe’a William Johnston, a sam Howe odgrywał w nim rolę drugorzędną, skupiając się na działaniach w kierunku ugruntowania nowego systemu rządów oraz prowadząc kampanię na rzecz rozwoju kolejnictwa w kolonii. W 1855 Howe chwilowo odszedł od polityki angażując się w nietypowe dla swej kariery zadanie – rekrutację oddziałów wojskowych na wojnę krymską. Bezpośrednio potem konflikt pomiędzy katolickimi a protestanckimi frakcjami partii liberalnej doprowadził do znacznego jej osłabienia. Dopiero w 1860 partia powróciła do władzy. Howe został najpierw ministrem bez teki w gabinecie Williama Younga, a gdy ten odszedł do pracy w systemie sądowniczym, Howe został liderem partii i premierem rządu. W 1862 zrezygnował z premierostwo i objął ważne ministerstwo rybołówstwa.
Howe nie wziął udziału ani w konferencji w Charlottetown, ani Quebecu. Znał jednak doskonale wyniki obu i był ich wielkim przeciwnikiem. W serii dwunastu artykułów Botheration Letters poddał je miażdżącej krytyce. Wydawało się, że opinia publiczna Nowej Szkocji podziela jego poglądy. Wskutek jednak zakulisowych zabiegów politycznych i silnego poparcia władz w Londynie największy przeciwnik polityczny Howe'a, Charles Tupper przeforsował sprawę przystąpienia Nowej Szkocji do Konfederacji. Wobec takiego obrotu sprawy Howe, którego także prywatne zabiegi w Londynie nie dały rezultatu, powołał nową partię zwaną Partia Antykonfederacyjna Nowej Szkocji, której głównym celem było obrona interesów prowincji. Pierwsze wybory do parlamentu federalnego w Nowej Szkocji zakończyły się druzgocącym zwycięstwem antykonfederatów. Na 19 miejsc przeznaczonych dla prowincji w parlamencie federalnym 18 przypadło partii Howe'a. Wobec tak solidnej reprezentacji w Ottawie obawiano się silnej grupy obstrukcji parlamentarnej. W swym pierwszym, słynnym przemówieniu, Howe rozwiał te obawy. Antykonfederaci zamierzali prowadzić swą walkę w pełni legalną i fair. Jednak już w rok po zawiązaniu konfederacji Howe uświadomił sobie, że zmiany są nieodwracalne i należy zmienić taktykę. Od tego momentu zaczął współpracować z rządem federalnym, próbując bronić interesów swej prowincji i angażując się w prace rządowe. W czasie swego udziału w rządzie zaangażowany był w sprawę utworzenia prowincji Manitoba. W 1873 na kilka miesięcy przed śmiercią zrezygnował z udziału w rządzie i przyjął funkcję gubernatora porucznika Nowej Szkocji.